# Felanitx
Felanitx és una ciutat i municipi del sud-est de Mallorca que forma part de la comarca del Migjorn.

## Etimologia
Hi ha dues principals teories de l'origen del topònim. La primera apunta a un origen aràbic del mot, provinent, doncs, dels mots felhani o falhanis (de l'arrel falaḥa), que significa 'fondal' o 'endinsada'. Així, el topònim s'hauria format durant els anys de la dominació musulmana de Mallorca i significaria 'lloc baix', 'vall' o 'fondal'. Una segona teoria, que sembla més versemblant, entén que és un topònim llatí, format pel mot foenum (fenàs) i els sufixos -alis i -icius: foenalicius. El sufix llatí -icius, segonsfonètica  mossàrab, esdevé -itx. Més tard, per metàtesi, un fenomen molt comú, passà de fenalitx a felanitx. En documents del segle xiii hi apareixen les dues formes.

## Població
| Entitat de població     | Habitants (2024) |
| Felanitx                | 10.266           |
| Portocolom              | 4.749            |
| S'Horta                 | 1.132            |
| Cas Concos des Cavaller | 993              |
| Son Proenç              | 330              |
| Son Mesquida            | 322              |
| son Negre               | 251              |
| Son Valls               | 242              |
| Es Carritxó             | 229              |
| Cala Ferrera            | 225              |
| Cala Serena             | 147              |
| Font: INE               |                  |

Els llinatges més comuns de Felanitx són Adrover, Barceló, Obrador, Oliver i Montserrat (Monserrat), seguits de Rigo i Nicolau. Altres llinatges també habituals són Maimó, Roig, Vicenç (Vicens), Bordoll (Bordoy), Bennàsser (Bennàsar), Binimelis, Rosselló, Vidal, Julià, Mas, Artigues i Mestre.

## Geografia
El terme municipal de Felanitx és al sud-est de l'illa de Mallorca entre els termes municipals de Santanyí, Campos, Porreres, Vilafranca de Bonany i Manacor i la Mar Mediterrània. Té una extensió de 171,67 km² i una població d'uns 18.270 habitants. Dins els límits del terme municipal hi ha els nuclis de població de Felanitx, popularment anomenat també «la Vila», Cas Concos, es Carritxó, s'Horta, Portocolom, son Valls, son Mesquida, Son Negre, Son Proenç (disseminat al nord-est de Felanitx), Cala Ferrera i el Caló de ses Dones. També dins del municipi hi ha possessions com Can Alou Vell, una de les més extenses; i caseries com sa Mola i son Calderó. Les altures més importants són el Puig de Sant Salvador (509m.), sa Comuna (429m.), el Castell de Santueri (408m.), el Puig de s'Envestida (402m.) i el Puig de sa Coma (366m.).

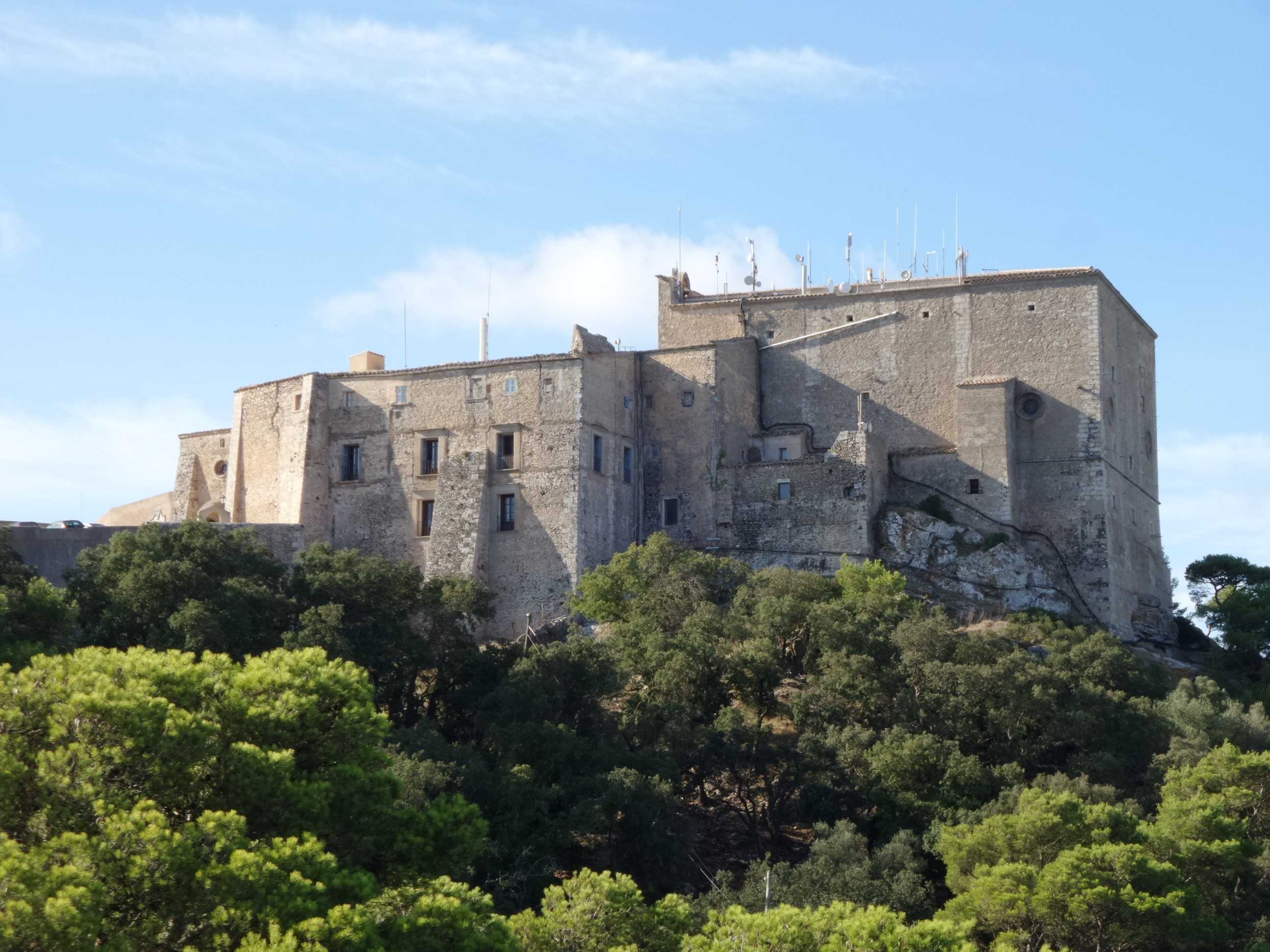
El Santauri de Son Salvador

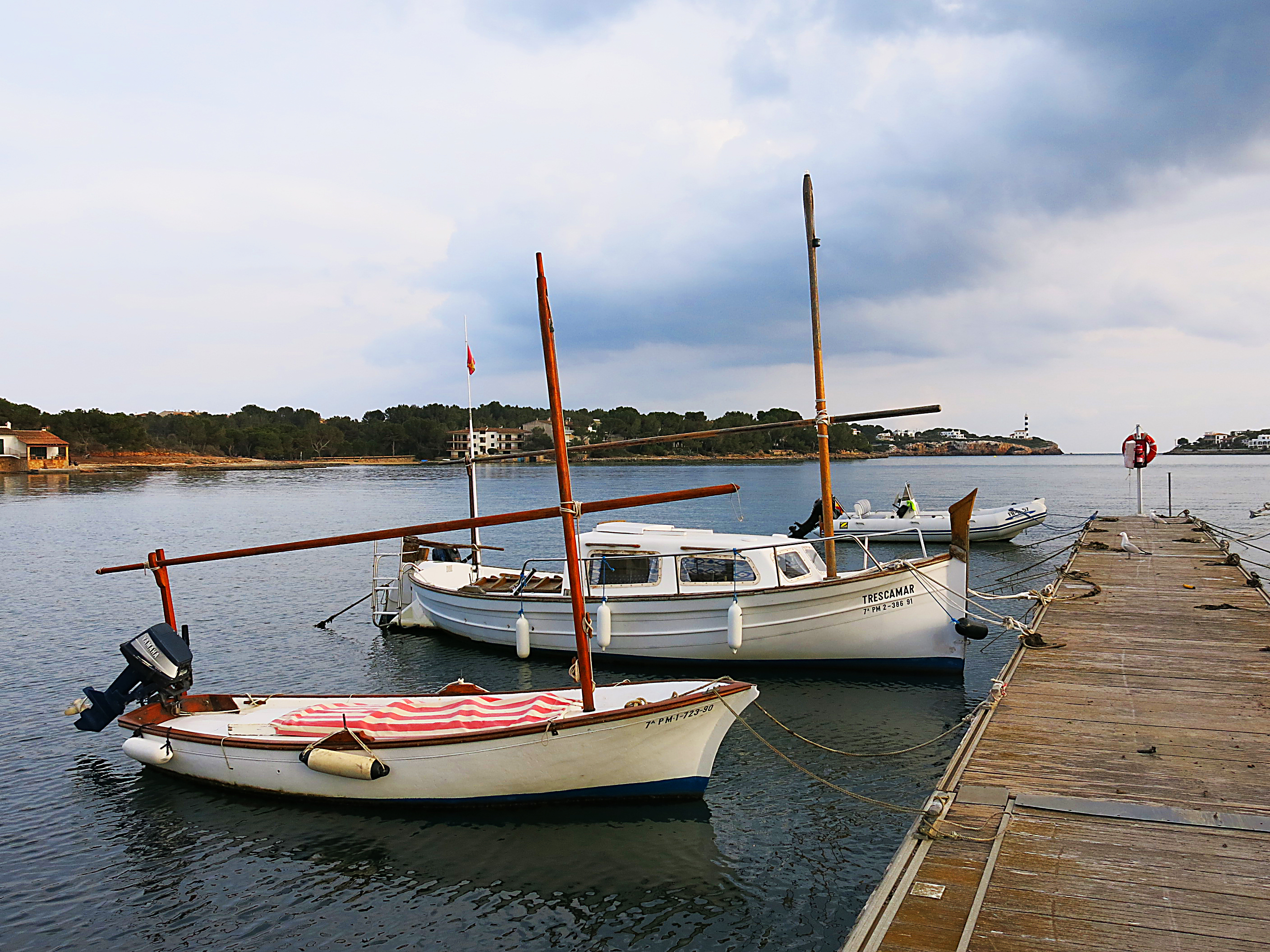
Barques al Port

## Història

### Prehistòria

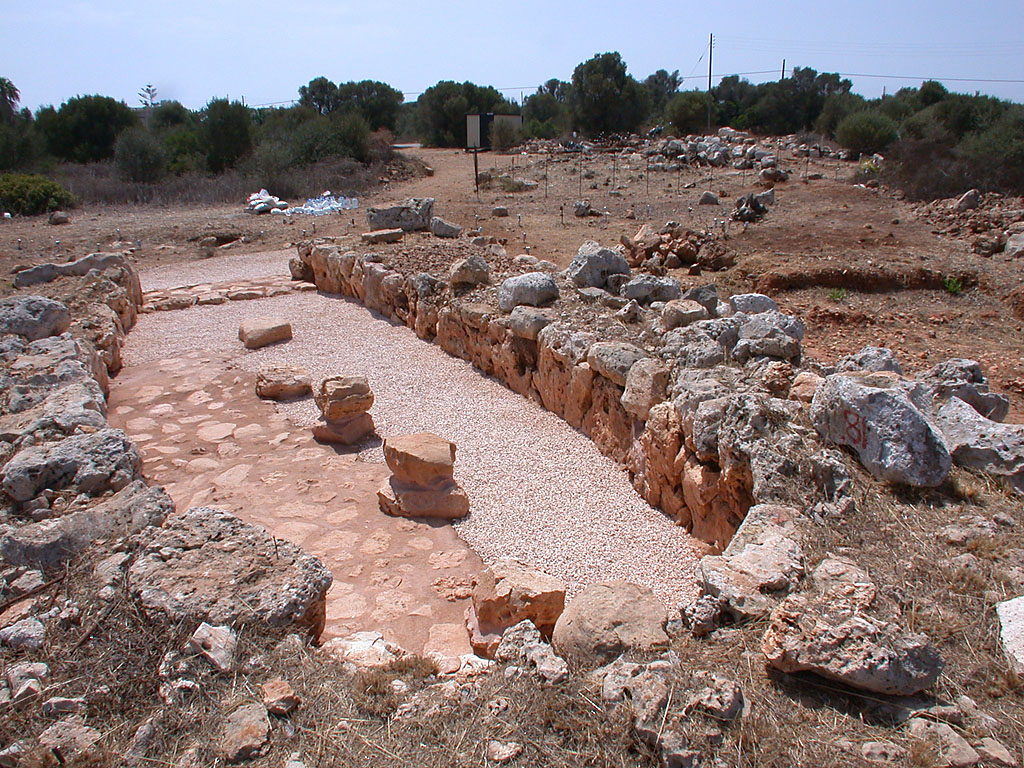
La Naveta I al jaciment arqueològic dels Closos de Can Gaià

Sembla que els primers pobladors de Felanitx i de la seva contrada arribaren devers 2000 anys abans del naixement de Crist.
Dins del terme sembla que ja existien dos nuclis de població importants a l'edat del bronze: un al Castell de Santueri i l'altre al Puig de sa Mola. En ambdós indrets hi ha coves naturals o fabricades, que serviren d'habitatge o bé foren destinades a l'enterrament pels primitius pobladors. Més tard, apareix la cultura de les navetes, anomenada així per les construccions de pedres grosses amb la forma d'una nau trabucada. Les restes més importants són a Son Maiol i a Can Gaià (els Closos de Can Gaià).

### Cultura talaiòtica
Cap a l'any 1000 aC un poble ric i poderós ocupava Mallorca i conformava la cultura dels talaiots, que deuen el nom a les construccions d'habitatge, murades i torres de defensa. D'aquelles que hi ha al terme de Felanitx, podem destacar-ne el poblat dels Rossells. Set-cents anys abans de Crist comença la decadència de la cultura talaiòtica; sembla que els atacs de pirates grecs i fenicis arruïnaren els mallorquins i aquests s'enrolaren amb els exèrcits cartaginesos. Així és com es feren famosos els foners balears (foner balear) que amb les seves bassetges - fones - intervengueren en quasi totes les grans batalles de les guerres púniques contra els romans.

### Època romana i àrab
L'any 123 aC, Quint Cecili Metel Baleàric, general romà, conquerí les Illes Balears; s'hi fundaren colònies de soldats veterans que convivien amb els indígenes de la cultura talaiòtica decadent. S'han trobat vestigis del pas dels romans al terme. Possiblement Santueri tingué una guarnició romana per espai de molts d'anys. Quan s'esfondrà l'imperi romà, Mallorca fou ocupada pels vàndals i, més tard, pels romans d'Orient.

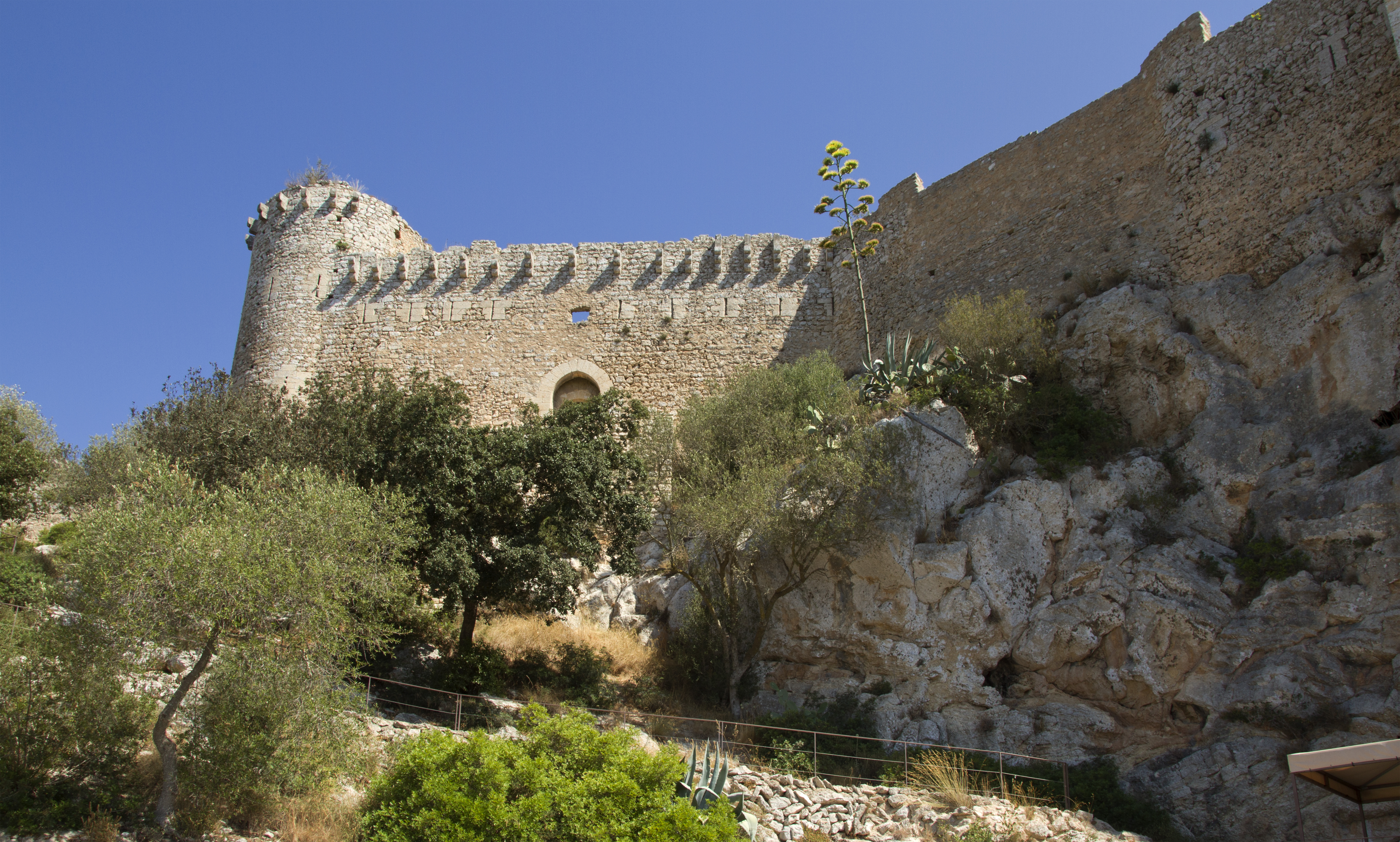
El castell de Santueri

L'any 902 de la nostra era, els musulmans conqueriren l'illa i la seva dominació durà fins a l'any 1229. A Felanitx hi havia un nucli de població amb una mesquita, on actualment hi ha el Sitjar. El Castell de Santueri fou també una fortalesa musulmana.

### Reconquesta
L'any 1114 la Croada pisano-catalana conquerí Mallorca, però l'any següent els musulmans tornaren a ocupar l'illa que, fins a l'any 1229, no seria reconquerida per les tropes del jove Jaume I, comte de Barcelona i rei d'Aragó.
El primer senyor cristià que tingué Felanitx i el seu terme fou Nunó Sanç I de Rosselló i Cerdanya. Els 10 primers anys de la conquesta de Mallorca aquest comte va ser propietari del castell de Santueri. L'any 1300, el rei Jaume II de Mallorca atorgà carta fundacional a Felanitx mitjançant les Ordinacions, juntament amb altres poblacions de Mallorca. El 25 d'octubre de 1349 morí Jaume III, rei de Mallorca, en lluita contra el seu cunyat, Pere el Cerimoniós i el Regne de Mallorca fou reincorporat a la Corona d'Aragó, acabant així la dinastia de Mallorca. L'any 1469, amb el matrimoni dels Reis Catòlics, s'uniren les dues branques de les dinasties, la de Castella i la d'Aragó.

### Edat moderna
Quan va pujar al regnat Carles I d'Espanya, després també emperador alemany, esclatà la revolta de les germanies, moviment de caràcter social contra les classes governants, acaparadores de privilegis.

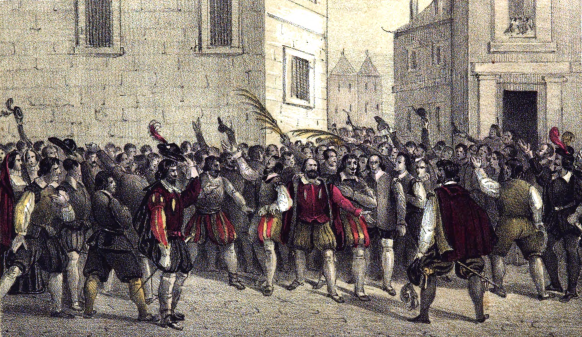
El poble alliberant Joanot Colom

El 6 de novembre de 1522 cremen la casa del batle Onofre Ferrandell, acabat de designar per part del virrei i aparegut a Felanitx per a llegir les cartes reials. Ferrandell hi mor, juntament amb els mascarats Pere Oliver de Moranta (mort per Cosme Vicens), Pere Cantallops, Gabriel Ballester, Romeu Sabet, Bernadí Andreu i Guillem Gelabert de Manacor. El 7 de novembre, Felanitx cau en poder dels revoltats. El cap de la revolta fou el felanitxer Joanot Colom, qui es refugià a Ciutat, juntament amb molts de forans, on resistiren el setge de l'exèrcit reial fins al 7 de març de 1523, data en què capitularen. La vila, com tota Mallorca, fou governada per espai de dos anys pels revoltats; tot i així, el castell de Santueri va romandre fidel al rei. Joanot Colom fou empresonat dos mesos al castell de Bellver i degollat, arrossegat i esquarterat el 3 de juny.
En el segle xvi Felanitx tenia 4.000 habitants. Els felanitxers es dedicaven a conrear la terra i a altres oficis, com ara paraires, teixidors, ferrers, fusters, etc.

### Època d'esplendor (final delseglexix)

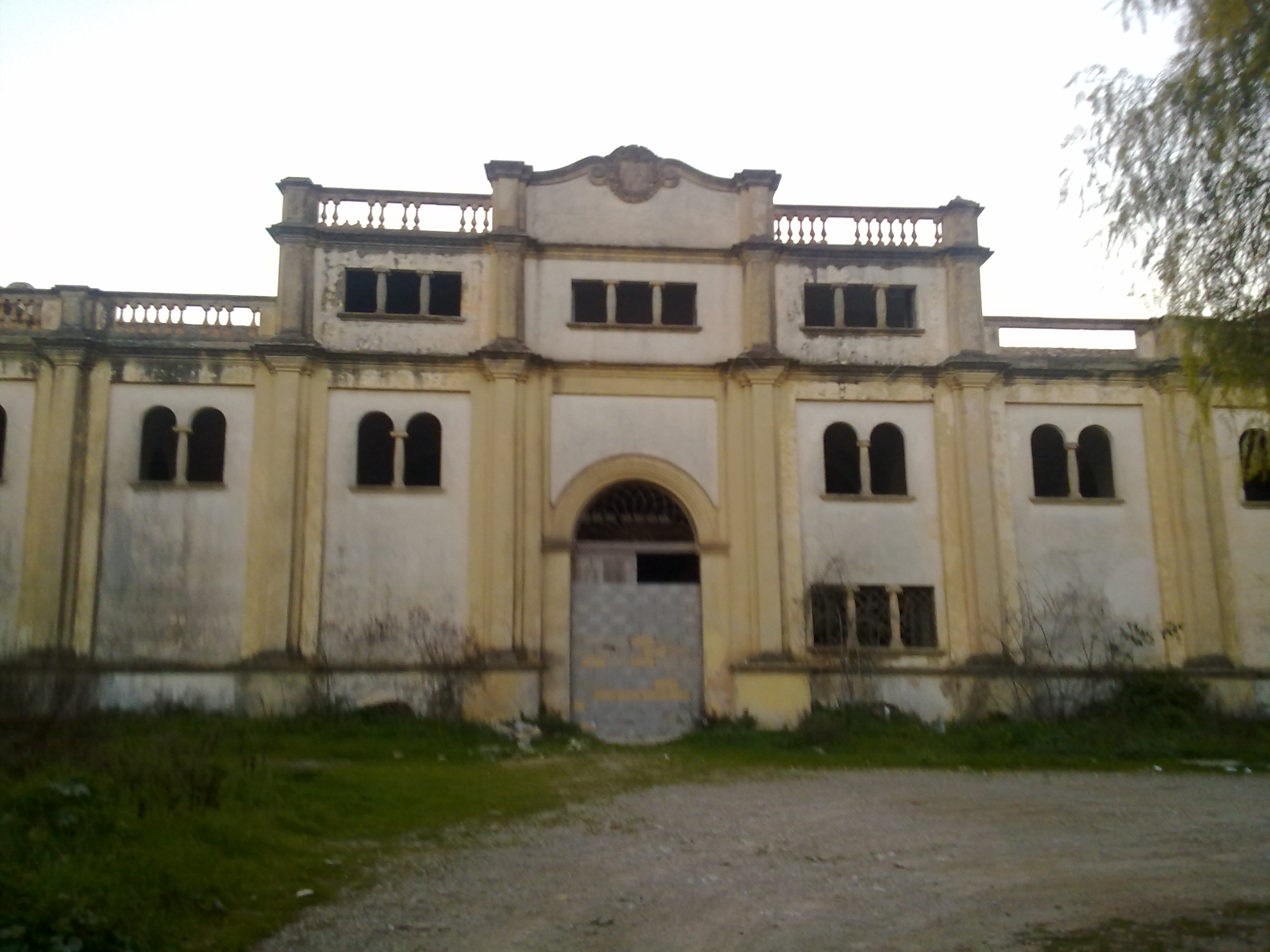
El Celler cooperatiu

A començament del segle xviii, Mallorca i tots els països de tota la Corona d'Aragó experimentaren grans canvis polítics i municipals, Felip V publicà els decrets de Nova Planta 1714, els quals inauguraven un sistema nou d'administració de l'estat de tendència centralista, segons el model francès; el Regne de Mallorca perdria així tots els drets i privilegis propis.

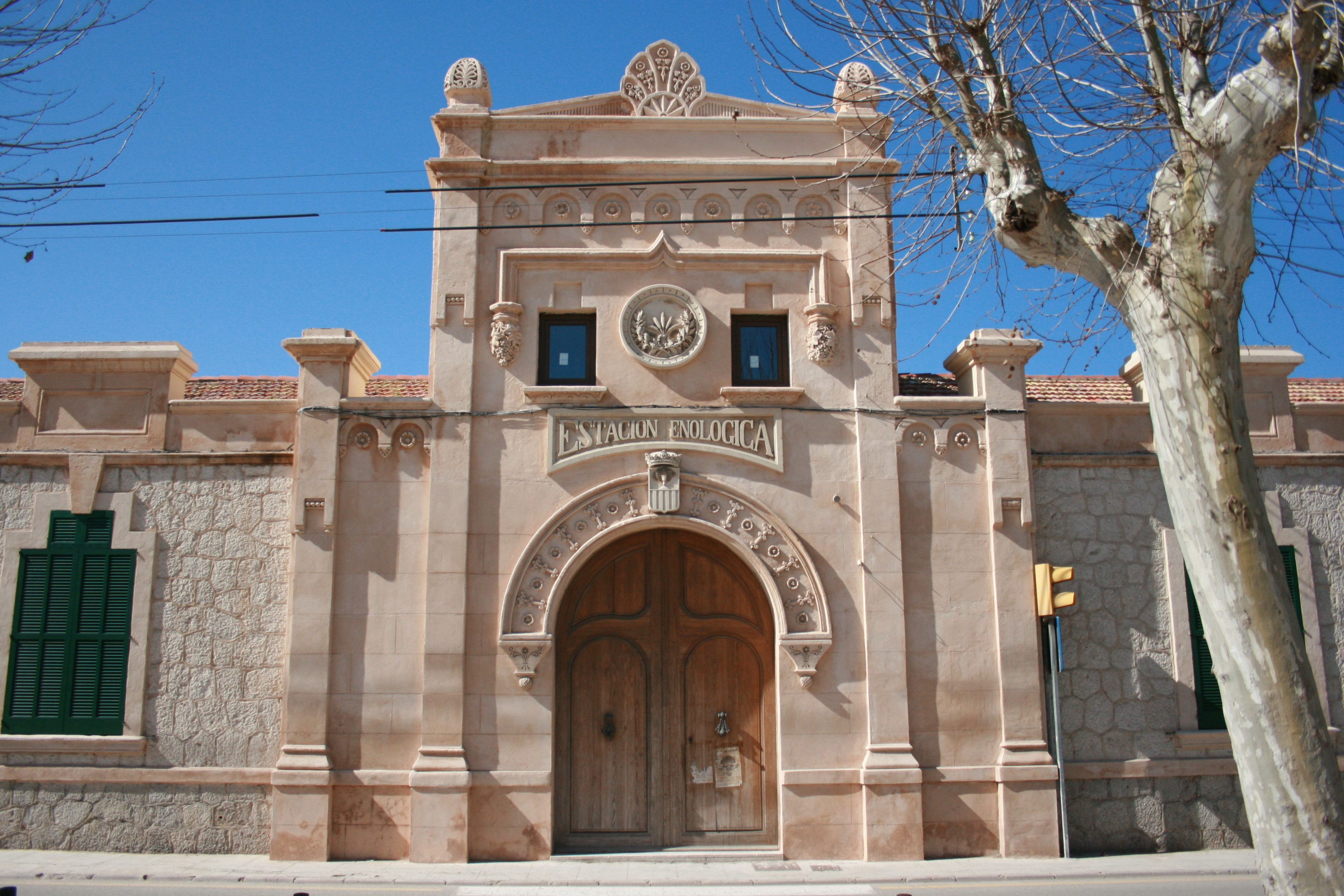
L'Estació Enològica

A finals del segle xix, la vida econòmica de Felanitx, era puixant, com no ho havia estat mai. S'edificaren el Celler cooperatiu de Felanitx («es Sindicat»), l'Estació Enològica, la Fàbrica d'Electricitat, dirigida per Arnest Mestre i Artigas, i el Calvari. Va entrar en funcionament el Banc de Felanitx, etc. La riquesa principal era la vinya. És per això que es feu arribar el tren fins a la vila l'octubre de 1897: per poder transportar els bocois de vi cap a Palma. L'any 1886 la reina regent Maria Cristina concedí a Felanitx el títol de Ciutat. Fou la tercera població de Mallorca, després de Palma i Alcúdia, en obtenir-lo.
A conseqüència de la fil·loxera de l'any 1890, que matà les vinyes, es produí la pèrdua del mercat francès pels vins felanitxers; així s'inicia la decadència de Felanitx.

### Segona República
La proclamació de la Segona República Espanyola (1931-1936) a Felanitx produí una gran satisfacció en les classes populars i en els cercles culturals i intel·lectuals, que ja feia temps que bullien per la vila. El dia 14 d'abril de 1931, horabaixa, s'hissà la bandera republicana i la senyera mallorquina al balcó de la Sala, i el nou batle, Pere Oliver i Domenge, es dirigí als ciutadans alhora que els partits afins al nou règim organitzaven sopars i celebracions diverses.
A les eleccions generals espanyoles de 1931, venç la coalició republicanosocialista a unes dretes que es presentaren per separat. El batle en fou Pere Oliver i Domenge i començà així el Bienni Progressista a Felanitx.
Tot i haver-hi constantment un ambient polític de tensió, amb els setmanaris "Pedra Foguera" (de tendència esquerrana) i "Es Maculí" (de dretes) col·laborant en aquest clima, unes pèssimes relacions institucionals amb la Guàrdia Civil, etc. les masses populars feren costat a les esquerres, fins que les reformes promeses s'anaren retardant. En aquest punt, a les eleccions del 1933, les dretes, que s'hi presentaren en coalició, obtingueren la majoria. Les esquerres donaren la culpa al fet que foren les primeres eleccions en què podien participar les dones.
Es constituí una comissió gestora de dretes, que fins al febrer del 1936, tengué els següents batles: Bartomeu Berga Bosch, Sebastià Puig Albons, Jaume Nadal Binimelis, Gabriel Monserrat Bennàsar, Jaume Nadal Binimelis i Joan Lladó Martorell.
El 1936, tornen a guanyar les esquerres, amb Pere Oliver i Domenge al capdavant, que es mantindrà fins al 18 de juliol, en què després d'assabentar-se del cop d'estat, fuig amb barca de Cala Bràfia (Portocolom) cap a Menorca i després cap a Barcelona.
Les prioritats del nou ajuntament republicà eren clares: l'educació i la sanitat. Fins al 1936 la Sala va dur a terme una tasca frenètica en aquest sentit.
El problema sanitari més greu al qual Felanitx havia de fer front era l'acumulació i l'embassament d'aigües fecals a les cases i als carrers, amb el perill existent d'infeccions. Urgia construir una xarxa de clavegueram per a la vila. S'optà per “continuar l'actual rasa conductora d'aigües brutes en una extensió d'uns 4 km, perquè enllaci amb un torrent o riera, des d'on aniria a parar a la mar". Al mateix temps el clavegueram s'estengué pels carrers Major i de la Mar, a la plaça Joanot Colom, al carrer de s'Abeurador, a la carretera de Felanitx a Campos (Sa Ràpita), al nou escorxador, als carrers Jaume I i del Call…
La depuradora havia de ser l'obra emblemàtica de les dretes i, tot i que el 1935 se n'inicià el procés, les obres es van paralitzar en poc temps.
Els governs municipals de la república també canalitzaren les aigües netes, amb la instal·lació d'aixetes públiques a tots els barris de la ciutat (aleshores les canonades d'aigua corrent arribaven a molt poques cases). Per iniciativa popular, també s'instal·laren aixetes a les diverses fonts del municipi.
La designació de metges i personal sanitari també fou polèmica, ja que totes aquestes persones estaven "marcades" políticament. Pere Oliver, com a apotecari que era, tenia una particular sensibilitat per als problemes sanitaris, inquietud que es traduí en nombroses iniciatives, bans, conferències i en un increment de l'activitat dels inspectors sanitaris.
La construcció del nou mercat, serví per solucionar el problema d'insalubritat que produïa la venda de carn i peix en les paredetes de devora el consistori municipal. També es dotà d'uns majors equipaments l'Hospici-hospital, amb la construcció de noves sales i serveis d'atenció a les dones embarassades i a les mares d'infants en període de lactància, totalment gratuïts.
A Felanitx, l'equip de Pere Oliver i Domenge, dedicà els seus esforços en tres sentits: les escoles graduades, les escoles rurals i l'institut d'ensenyament secundari.
Després d'una intensa lluita burocràtica, Felanitx aconseguí l'Escola Graduada (per a nins únicament), situada devora sa Torre, que començà a entrar en funcionament l'any 1933. Entre els anys 1935-36, l'escola fou ampliada en 14 seccions, aixecades per la Cooperativa de Treballadors.
Restava el problema dels locals destinats a la instrucció de les nines, que no complien les necessàries condicions higièniques i docents. L'Ajuntament acordà construir una escola graduada per a nines, i provisionalment va llogar, l'any 1934, la part baixa de l'immoble del carrer de la Roca d'en Boira.
Pel que fa a les escoles rurals, l'Ajuntament aprovà la construcció d'un centre educatiu a cada concentració del terme - l'any 1931, només hi havia una escola a Son Negre - la qual cosa facilità l'escolarització de tots els al·lots del terme.
Les escoles es construïren entre 1934 i 1936 en els sis nuclis rurals, en terrenys donats de franc pels veïnats, tret de la d'Es Carritxó, construïda en un solar de l'Ajuntament. Els hortarrins, massivament catòlics i de dretes, es negaren a cedir cap solar al consistori, i per tant, s'Horta fou l'únic nucli que es quedà sense escola. Tots els centres, llevat del de son Mesquida, foren aixecats per la Cooperativa de Treballadors.
Pel que fa a l'institut, l'abril de 1933, Pere Massutí exposà en el ple la necessitat d'un centre d'ensenyament secundari a Felanitx. La plenària aprovà per unanimitat sol·licitar la creació d'un institut. L'agost de 1933, el Ministeri donà llum verda al nou centre docent, i el nou edifici s'edificaria en una de les ales de l'immoble de l'Escola Graduada. El col·legi entrà en funcionament el curs 1933-1934. Com que a l'edifici no hi cabien els sis cursos de batxillerat, l'Ajuntament llogà al Banc de Felanitx, l'edifici que fou fàbrica de gas per ubicar-hi durant dos anys l'institut.
Destaquen per damunt de tot dues obres emblemàtiques de la República a Felanitx: el Mercat i l'Escorxador.
Fins aleshores, el mercat es feia pels carrers. Ja feia temps que es parlava de la necessitat d'un edifici per agrupar tots els venedors. L'Ajuntament republicà decidí construir l'edifici en el solar ocupat per la illeta (que fou enderrocada) de cases compresa entre els carrers de Jordi Sabet, la plaça de la República, de n'Alou i de l'Església. També es va enderrocar Sa Quartera, i el solar resultant donà lloc a la petita plaça que avui s'obre en el carrer Major, anomenada de Jaume II.
El nou mercat va ser inaugurat el 9 de juliol de 1936, i el primer ús que se li va donar fou el d'empresonar les persones que l'havien promogut.
L'escorxador municipal estava en unes condicions higienicosanitàries lamentables, les quals podien esdevenir focus d'infeccions. Pere Oliver ja havia denunciat anteriorment aquest tema. L'esquerra es fixà com a objectiu la construcció d'un nou escorxador amb les necessàries condicions de salubritat. L'any 1933, l'Ajuntament comprà al Banc de Felanitx, un solar edificat, situat a la finca on s'aixecava l'antiga fàbrica de gas. La feina de construcció s'encarregà a la Cooperativa de Treballadors. L'arquitecte Ernest Mestre va elaborar gratuïtament els plànols i s'encarregà de dirigir les obres. El nou escorxador va ser inaugurat l'octubre de 1935.

## Economia
Felanitx viu actualment una situació de decadència. A partir del boom turístic dels anys 60 fins avui, la principal activitat econòmica de Felanitx ha estat el turisme i, com a conseqüència d'aquest, la construcció. El fet de posseir una emblemàtica costa i paisatges marítims inigualables va donar lloc a la construcció d'hotels i serveis -balearització-, localitzats a les zones de Portocolom, Cala Ferrera i Cala Serena. Els llocs de feina creats van ser ocupats principalment per immigrants peninsulars. La construcció ha estat i segueix essent un pilar bàsic de l'economia felanitxera, avui dia. Encara que aquests fets van donar un fort impuls demogràfic i econòmic a les zones costaneres, les poblacions de l'interior, sobretot Felanitx, en restaren certament al marge.
El nucli de Felanitx està mancat d'equipaments públics dignes de qualsevol poble de la seva envergadura. Així mateix, el comerç està en una complicada situació, ja que, en aquests moments, resulta complicada l'obertura de nous establiments que no pertanyin a grans cadenes.
Una prova física d'aquesta decadència és l'estat ruïnós de símbols històrics de la ciutat, com són l'edifici del Celler Cooperatiu "es Sindicat" o el castell de Santueri. També el centre històric i diverses zones urbanes de la ciutat presenten un estat preocupant. Lluny queden els anys en què Felanitx era el centre mallorquí de la producció i comerç del vi. Quant a indústries, cal destacar les nombroses i petites empreses productores d'embotits i productes procedents de la matança del porc. També és important la fàbrica "Ladrillerias Mallorquinas" productora de maons de fang, tot i que des de l'esclat de la bombolla immobiliària, resta inactiva.

## Administració pública

### Resultats de les eleccions municipals
| Candidatura | Candidatura                                  | Vots  | %     | Reg. | Consistori |
| ----------- | -------------------------------------------- | ----- | ----- | ---- | ---------- |
|             | Unió de Centre Democràtic (UCD)              | 3.237 | 51,52 | 9    |            |
|             | Candidatura Democràtica Independent (CDI)    | 1.705 | 27,14 | 5    |            |
|             | Partit Comunista de les Illes Balears (PCIB) | 687   | 10.93 | 2    |            |
|             | Coalició Democràtica (CD)                    | 654   | 10.41 | 1    |            |
| Font        |                                              |       |       |      |            |

| Candidatura | Candidatura                               | Vots  | %     | Reg. | Consistori |
| ----------- | ----------------------------------------- | ----- | ----- | ---- | ---------- |
|             | Unió Felanitxera (UF)                     | 3.719 | 52,19 | 10   |            |
|             | Coalició Popular (AP-PDP-UL)              | 1.444 | 20,26 | 3    |            |
|             | Partit Socialista Obrer Espanyol (PSOE)   | 1.337 | 18,76 | 3    |            |
|             | Candidatura Democràtica Independent (CDI) | 626   | 8,78  | 1    |            |
| Font        |                                           |       |       |      |            |

| Candidatura | Candidatura                                     | Vots  | %     | Reg. | Consistori |
| ----------- | ----------------------------------------------- | ----- | ----- | ---- | ---------- |
|             | Partit Demòcrata Popular–Unió Felanitxera (PDP) | 2.916 | 40,04 | 7    |            |
|             | Aliança Popular-Partit Liberal (AP–PL)          | 1.773 | 24,35 | 4    |            |
|             | Partit Socialista Obrer Espanyol (PSOE)         | 1.664 | 22,85 | 4    |            |
|             | Coloms a la Sala (PSM)                          | 732   | 10,05 | 2    |            |
|             | Esquerra Unida (EU–IU)                          | 131   | 1,80  | 0    |            |
| Font        |                                                 |       |       |      |            |

| Candidatura | Candidatura                                        | Vots  | %     | Reg. | Consistori |
| ----------- | -------------------------------------------------- | ----- | ----- | ---- | ---------- |
|             | Partit Popular-Unió Mallorquina (PP–UM)            | 2.674 | 35,74 | 7    |            |
|             | Partit Socialista de les Illes Balears (PSIB–PSOE) | 2.440 | 32,61 | 6    |            |
|             | Coloms a la Sala (CALS)                            | 1.140 | 15,24 | 2    |            |
|             | Centre Democràtic i Social (CDS)                   | 1.129 | 15,09 | 2    |            |
| Font        |                                                    |       |       |      |            |

| Candidatura | Candidatura                                        | Vots  | %     | Reg. | Consistori |
| ----------- | -------------------------------------------------- | ----- | ----- | ---- | ---------- |
|             | Partit Socialista de les Illes Balears (PSIB–PSOE) | 3.110 | 40,04 | 7    |            |
|             | Partit Popular (PP)                                | 2.901 | 37,35 | 7    |            |
|             | Coloms a la Sala (CALS)                            | 784   | 10,09 | 2    |            |
|             | Convergència Balear (CB)                           | 408   | 5,25  | 1    |            |
|             | Esquerra Unida de Mallorca (EU–IU)                 | 261   | 3,36  | 0    |            |
|             | Unió Mallorquina (UM)                              | 167   | 2,15  | 0    |            |
| Font        |                                                    |       |       |      |            |

| Candidatura | Candidatura                                        | Vots  | %     | Reg. | Consistori |
| ----------- | -------------------------------------------------- | ----- | ----- | ---- | ---------- |
|             | Partit Popular (PP)                                | 2.477 | 33,32 | 6    |            |
|             | Partit Socialista de les Illes Balears (PSIB–PSOE) | 2.214 | 29,78 | 5    |            |
|             | Unió Mallorquina (UM)                              | 1.121 | 15,08 | 3    |            |
|             | Partit Socialista de Mallorca (PSM–EN)             | 784   | 10,55 | 2    |            |
|             | Coloms a la Sala (CALS)                            | 396   | 5,33  | 1    |            |
|             | Convergència Balear (CB)                           | 303   | 4,08  | 0    |            |
| Font        |                                                    |       |       |      |            |

| Candidatura | Candidatura                                        | Vots  | %     | Reg. | Consistori |
| ----------- | -------------------------------------------------- | ----- | ----- | ---- | ---------- |
|             | Partit Popular (PP)                                | 4.168 | 50,90 | 9    |            |
|             | Partit Socialista de les Illes Balears (PSIB–PSOE) | 1.825 | 22,29 | 4    |            |
|             | Partit Socialista de Mallorca (PSM–EN)             | 841   | 10,27 | 2    |            |
|             | Esquerra Unida–Els Verds (EUM-EVM)                 | 619   | 7,56  | 1    |            |
|             | Unió Mallorquina (UM)                              | 613   | 7,49  | 1    |            |
| Font        |                                                    |       |       |      |            |

| Candidatura | Candidatura                                        | Vots  | %     | Reg. | Consistori |
| ----------- | -------------------------------------------------- | ----- | ----- | ---- | ---------- |
|             | Partit Popular (PP)                                | 3.982 | 50,01 | 9    |            |
|             | Partit Socialista de les Illes Balears (PSIB–PSOE) | 1.678 | 21,08 | 4    |            |
|             | Bloc per Felanitx (EU-EV, PSM–EN, esquerra)        | 1.441 | 18,10 | 3    |            |
|             | Unió Mallorquina (UM)                              | 711   | 8,93  | 1    |            |
| Font        |                                                    |       |       |      |            |

| Candidatura | Candidatura                                        | Vots  | %     | Reg. | Consistori |
| ----------- | -------------------------------------------------- | ----- | ----- | ---- | ---------- |
|             | Partit Popular (PP)                                | 3.539 | 47,21 | 10   |            |
|             | Bloc per Felanitx (Bloc)                           | 1.410 | 18,81 | 3    |            |
|             | Partit Socialista de les Illes Balears (PSIB–PSOE) | 1.356 | 18,09 | 3    |            |
|             | Lliga Regionalista de les Illes Balears (IB–Lliga) | 488   | 6,51  | 1    |            |
|             | Convergència per les Illes (CxI)                   | 293   | 3,91  | 0    |            |
|             | Esquerra Unida de les Illes Balears (EU)           | 205   | 2,73  | 0    |            |
| Font        |                                                    |       |       |      |            |

| Candidatura | Candidatura                                        | Vots  | %     | Reg. | Consistori |
| ----------- | -------------------------------------------------- | ----- | ----- | ---- | ---------- |
|             | Partit Popular (PP)                                | 2.768 | 36,90 | 7    |            |
|             | Bloc per Felanitx (BLOCxF)                         | 2.174 | 28,98 | 5    |            |
|             | Partit Socialista de les Illes Balears (PSIB–PSOE) | 1.414 | 18,85 | 3    |            |
|             | Proposta per les Illes (El Pi)                     | 1.017 | 13,56 | 2    |            |
| Font        |                                                    |       |       |      |            |

| Candidatura | Candidatura                                        | Vots  | %     | Reg. | Consistori |
| ----------- | -------------------------------------------------- | ----- | ----- | ---- | ---------- |
|             | Partit Popular (PP)                                | 2.355 | 32,02 | 6    |            |
|             | Partit Socialista de les Illes Balears (PSIB–PSOE) | 1.474 | 20,04 | 4    |            |
|             | Bloc per Felanitx (BLOCxF)                         | 1.466 | 19,93 | 3    |            |
|             | Proposta per les Illes (El Pi)                     | 1.036 | 14,09 | 2    |            |
|             | Unides Podem (Podemos-EUIB)                        | 483   | 6,57  | 1    |            |
|             | Vox (Vox)                                          | 469   | 6,38  | 1    |            |
| Font        |                                                    |       |       |      |            |

### Batles i batlesses (A partir de 1979)
| Legislatura     | Batle o batlessa                                         | Inici                 | Fi                    |
| --------------- | -------------------------------------------------------- | --------------------- | --------------------- |
| 1979-1983       | Pere Mesquida Obrador (UCD)                              | 19/04/1979            | 23/05/1983            |
| 1983-1987       | Pere Mesquida Obrador (UF)                               | 23/05/1983            | 30/06/1987            |
| 1987-1991       | Pere Mesquida Obrador (PDP) Cosme Oliver Monserrat (PDP) | 30/06/1987 16/09/1987 | 04/09/1987 15/06/1991 |
| 1991-1995       | Miquel Riera Nadal (PSOE) Antonio Grimalt Mas (PP)       | 15/06/1991 22/08/1992 | 22/08/1992 17/06/1995 |
| 1995-1999       | Miquel Riera Nadal (PSOE)                                | 17/06/1995            | 03/07/1999            |
| 1999-2003       | Miquel Riera Nadal (PSOE) Miquel Julià Maimó (UM)        | 03/07/1999 07/07/2001 | 07/07/2001 14/06/2003 |
| 2003-2007       | Catalina Soler Torres (PP)                               | 14/06/2003            | 16/06/2007            |
| 2007-2011       | Catalina Soler Torres (PP) Gabriel Tauler Riera (PP)     | 16/06/2007 15/07/2008 | 07/07/2008 11/06/2011 |
| 2011-2015       | Gabriel Tauler Riera (PP)                                | 11/06/2011            | 13/06/2015            |
| 2015-2019       | Joan Xamena Galmés (BLOC) Jaume Monserrat Vaquer (PI)    | 13/06/2015 16/06/2018 | 12/06/2018 15/06/2019 |
| 2019-2023       | Jaume Monserrat Vaquer (PI)                              | 15/06/2019            | 2023                  |
| 2023-Actualment | Catalina Soler Torres (PP)                               | 15/06/2023            |                       |

## Fires i festes

### Mercat
El mercat diari té lloc a l'edifici habilitat per aquest fi.
El mercat setmanal, més extens que el diari, té lloc cada diumenge pels carrers del centre, que envolten l'edifici del mercat municipal.
El dilluns bona part dels comerços romanen tancats.

### Fires[39]
- A Felanitx:
  - Fira de Maig: Segon diumenge de maig. És la primera de les quatre fires que s'organitzen al llarg de l'any a Felanitx i els seus inicis es remunten al segle xix. Té caràcter agrícola, industrial i artesanal. Hi ha un programa d’activitats en què no falten exposicions d’art, concerts i entre les activitats destacades hi trobam la gastronomia i els vins felanitxers.
  - Fira de Sant Agustí: Fira nocturna de Sant Agustí, dia 27 d'agost.
  - Fira de Sant Miquel: El diumenge abans del 29 de setembre (Sants Arcàngels)
  - Fira del Pebre Bord: El diumenge després del 18 d'octubre (Sant Lluc)
- A s'Horta:
  - Fira de s'Horta: el diumenge anterior a la cinquagesma
- A Felanitx:
  - 20 de juliol: Santa Margalida.
  - 28 d'agost: Sant Agustí.
- A Portocolom:
  - 16 de juliol: Mare de Déu del Carme.
  - 25 de juliol: Sant Jaume.
- A s'Horta:
  - 15 de maig: Sant Isidre.
- A Cas Concos:
  - 10 de setembre: Sant Nicolau.

### Festes
A Felanitx, com a la resta de pobles de Mallorca, tenen una especial rellevància les festes patronals, les quals se celebren a la ciutat a ple estiu. En els darrers anys han sorgit iniciatives per recuperar i promoure les celebracions tradicionals.

#### Santa Margalida

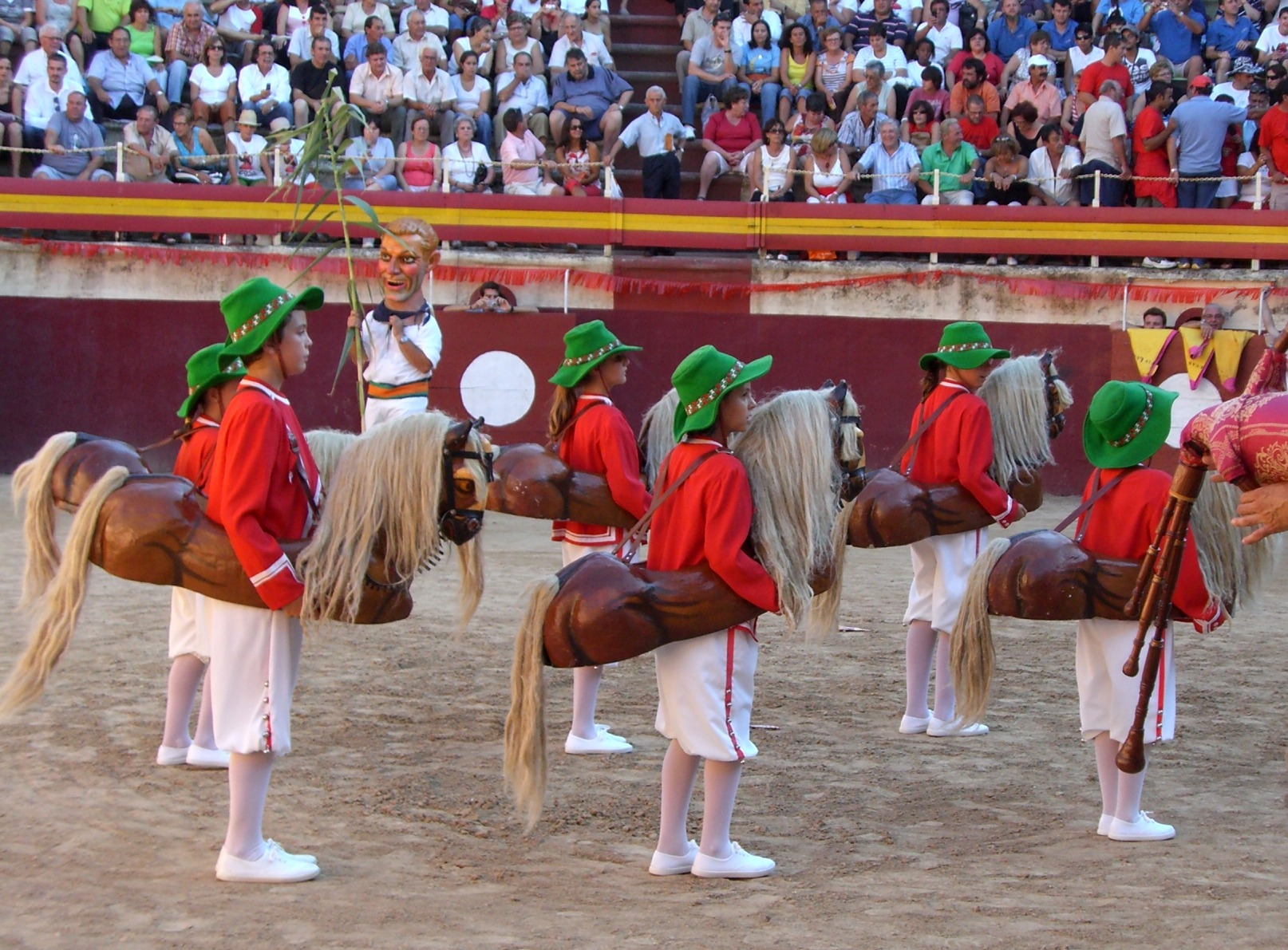
Els cavallets de Felanitx

Santa Margalida és la patrona. La festa se celebra en el seu honor el 20 de juliol. L'horabaixa d'aquest dia surten al carrer els Cavallets, acompanyats del cercaviles compost per dimonis, caparrots i xeremiers. El vespre té lloc una revetlla.

#### Sant Agustí
Encara que no és la festa del patró, durant les setmanes que envolten el 28 d'agost, dia de sant Agustí, se celebra la festa més popular de Felanitx. S'originà en les celebracions dels frares del convent de sant Agustí en honor de sant Agustí d'Hipona. Amb el temps i l'avinentesa de les dates, aquestes festes anaren manllevant protagonisme a la festa de la patrona, Santa Margalida. Així, se celebren les verbenes, conegudes a tota Mallorca, al Parc Municipal de Sa Torre, el cap de setmana anterior i el de la mateixa setmana en què cau el 28 d'agost.
El dia del sant, nombroses penyes surten al carrer, entre les quals destaca la penya El Coso, la qual va ser la primera penya en celebrar la festa. Aquesta penya es caracteritza per ser la més antiga i per celebrar, cada dia 28 d'Agost la resurrecció de la famosa "quica", una gallina petita dissecada a damunt d'un pal. Es diu que aquesta quica va ser el regal a un torero i que va matarla enmig de la plaça després d'una correguda. A mesura que han anat passant els anys, han anat sorgint més penyes, cada una amb la seva camiseta i un color que les caracteritza, com els rezaga2 que porten camisetes de color groc o la geneta banyua que la porta de color verd, i això va la festa mes colorida i divertida.

#### Els Cavallets
Grup de joves dansaires que ballen per Santa Margalida i Sant Agustí (i a les vigílies d'aquestes festes) acompanyats de la música dels xeremiers. Està format per sis cavallets i una dama, normalment al·lots de 10 a 14 anys. Els cavallets porten un cavall de cartró a la cintura, i vesteixen una guerrera vermella, un capell verd i uns calçons de bufes blancs amb un enfilall de cascavells. La dama porta un vestit verd i un capell vermell. Tenen un repertori format per 9 balls: es rol·let, ses tres potadetes, s'envestida, es canvis, ses cadenilles, es passeig, es pas nou i ses esses (velles, que es ballen a la parròquia de Sant Miquel per Santa Margalida, i noves, que es ballen al convent de Sant Agustí per Sant Agustí). Els cavallets varen ser creats pels frares agustins que arribaren a Felanitx fa més de 200 anys. L'any 2003 es feu un DVD amb el recull dels balls dels cavallets, així com el de Sant Joan Pelós.

#### Sant Joan Pelós

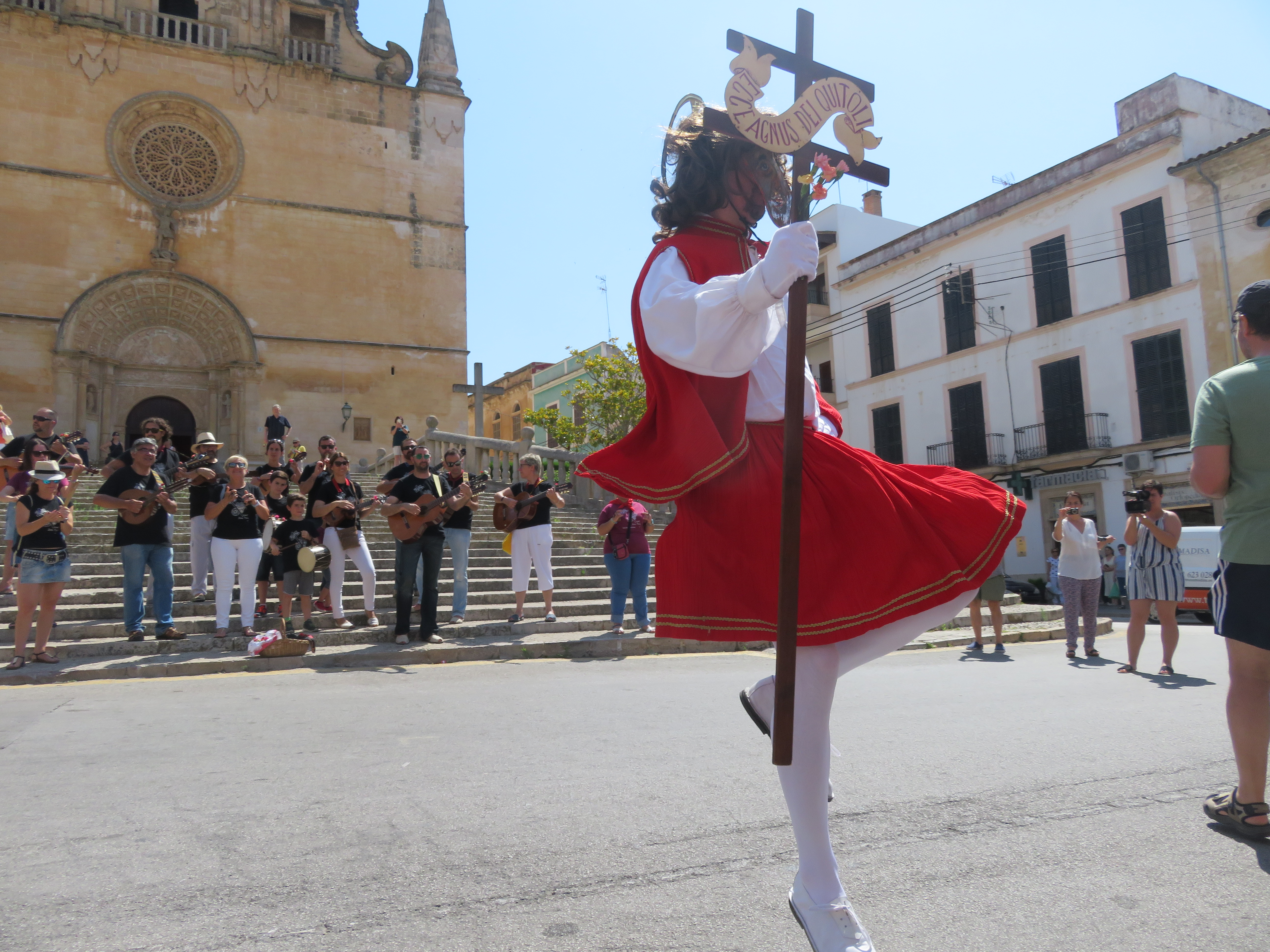
Sant Joan Pelós ballant.

Representa la figura de Sant Joan Baptista, i dansa el mateix dia del sant (24 de juny). És un jove que va vestit amb una falda i una capa vermella, i que porta una careta. Duu un cartell en forma de creu amb la inscripció Ecce Agnus Dei Quitoli. Amb la música de guitarres, flautes, bandúrries i guitarrons, realitza un ball ple de bots pels carrers de Felanitx. En haver acabat la dansa, es reparteixen clavells als espectadors.

#### Els Salers
Grup de joves que surten al carrer el dia de Pasqua després de la processó de l'Encontrada, a recaptar panades i rubiols a les cases del veïnat. Van vestits amb camises i texans, i porten l'escut dels salers al braç. Acompanyats de flautes, guitarres i guitarrons, canten un seguit de versos per fer la demanda d'aquestes viandes tan típiques d'aquestes dates. Alguna d'aquestes estrofes:
| « | L'amo i madona bon dia, bon dia vos volem dar, vos venim a saludar, perquè som Pasqua florida. Si no mos dau sa panada, des xot que vareu matar, tornarà a ressuscitar i vos matarà a sucades. | » |

##### La capta de Sant Marçal
El dia de Sant Marçal (30 juny) se celebra la capta de Sant Marçal, romanalla de quan les obreries feien captes per sufragar les despeses del culte i la festa del seu sant. Al 1842 es van trobar uns primers indicis d’aquesta tradició, però és a partir del 1910 que hi ha transcripcions de les partitures d'aquestes tonades. La tradició ha existit de manera intermitent, però és des del 2008 que una formació senzilla de violí, guitarra i guitarró surt tots els anys a realitzar la capta.

## Cultura

### Llengua
El parlar local de Felanitx es caracteritza pel fet que confon la e oberta i la tancada, de manera que Déu i deu (el nombre 10) es pronuncien igual, ['dew].

### Curiositats
Felanitx és la capital de Quíbia, una regió de l'imaginari col·lectiu alternatiu de la zona del Llevant de Mallorca. Aquesta comarca, de fronteres difoses, es fonamenta en la major pervivència en aquesta zona de l'esperit de la Mallorca d'abans del turisme, i, per bé que d'origen alternatiu, dona nom a un vi i a composicions de diversos grups i bandes musicals.

## Personalitats
Categoria principal: Felanitxers

### Històriques
- Joanot Colom
- Guillem Sagrera

### Cultura
- Miquel Barceló Artigues
- Miquel Barceló Perelló
- Miquel Bauçà Rosselló
- Miquel Bordoy Oliver
- Nadal Batle Nicolau
- Gabriel Mestre Oliver
- Pere Xamena i Fiol
- Bartomeu Barceló i Tortella
- Joan Estelrich i Artigues
- Josep Antoni Grimalt i Gomila
- Mateu Obrador i Bennàssar
- Glòria Julià Estelrich
- Maria del Mar Mas Fiol
- Joan Mesquida Oliver

### Música
- Joan Aulí
- Bernat Julià
- Antoni Pizà Prohens
- Maria Hein Puig

### Esport
- Simó Febrer
- Guillem Timoner
- Antoni Peña
- Mariona Caldentey
- Àngels Fiol Bonnín

### Política
- Antoni Coll Prohens
- Joan Mesquida Ferrando
- Pere Mesquida Obrador
- Pere Oliver i Domenge
- Pere Antoni Reus i Bordoy
- Baltasar Picornell Lladó

## Entitats
- Fundació Museu Cosme Bauçà
- Setmanari Felanitx
- Club Esportiu Felanitx
- Grups folklòrics: S'Estol des Gerricó, Abeniara, Grup Airòs

## Oficines d'informació turística
- Oficina de Turisme de Portocolom

- Oficina de Turisme de Cala Ferrera

- Casa de Cultura Felanitx

- Punt d’informació Mercat de Felanitx